# Zamora (tỉnh)
Zamora (phát âm [θaˈmoɾa]) là một tỉnh miền tây Tây Ban Nha, thuộc cộng đồng tự trị Castila và León. Nó tiếp giáp với các tỉnh Ourense, León, Valladolid, Salamanca, và với Bồ Đào Nha.
Tỉnh Zamora ngày nay là một trong ba tỉnh tạo nên vùng lịch sử León cũ vào năm 1833, khi Tây Ban Nha tái tổ chức hành chính thành 49 tỉnh. Trong số 174.549 người (2018) trong tỉnh, gần một phần ba sống ở thủ phủ, Zamora. Tỉnh này gồm 250 municipio.